# تشيسترفيلد (كارولاينا الجنوبية)
تشيسترفيلد (بالإنجليزية: Chesterfield, South Carolina)‏ هي بلدة أمريكية تقع في الولايات المتحدة في مقاطعة تشيسترفيلد (كارولاينا الجنوبية). يقدر عدد سكانها بـ 1,472 نسمة ومساحتها 8.9 كم2 وترتفع عن سطح البحر 89 متر.

## التركيبة السكانية
حدّد مكتب تعداد الولايات المتحدة بيانات التركيبة السكانية لتشيسترفيلد في تعداد الولايات المتحدة. في ما يلي، التركيبة السكانية حسب تعدادي 2000 و2010.

### تعداد عام 2000
بلغ عدد سكان تشيسترفيلد 1,318 نسمة بحسب تعداد عام 2000، وبلغ عدد الأسر 597 أسرة وعدد العائلات 359 عائلة مقيمة في البلدة. في حين سجلت الكثافة السكانية 125.3 نسمة لكل كيلومتر مربع (324.5/ميل2). وبلغ عدد الوحدات السكنية 683 وحدة بمتوسط كثافة قدره 64.9 لكل كيلومتر مربع (168.1/ميل2).
وتوزع التركيب العرقي للبلدة بنسبة 64.64% من البيض و34.67% من الأمريكيين الأفارقة و0.15% من الأمريكيين الأصليين و0.08% من الأمريكيين ذوي الأصول الآسيوية و0.30% من الأعراق الأخرى و0.15% من عرقين مختلطين أو أكثر و0.83% من الهسبانيون أو اللاتينيون من أي عرق.
بلغ عدد الأسر 597 أسرة كانت نسبة 31.8% منها لديها أطفال تحت سن الثامنة عشر تعيش معهم، وبلغت نسبة الأزواج القاطنين مع بعضهم البعض 38.5% من أصل المجموع الكلي للأسر، ونسبة 19.8% من الأسر كان لديها معيلات من الإناث دون وجود شريك،  بينما كانت نسبة 1.8% من الأسر لديها معيلون من الذكور دون وجود شريكة وكانت نسبة 39.9% من غير العائلات. تألفت نسبة 37.2% من أصل جميع الأسر من عدة أفراد يعيشون في نفس المنزل ونسبة 17.8% كانت تتألف من شخص يعيش بمفرده يبلغ من العمر 65 عاماً أو أكثر. وبلغ متوسط حجم الأسرة المعيشية 2.19، أما متوسط حجم العائلات فبلغ 2.86.
بلغ العمر الوسطي للسكان 40.6 عاماً. وكانت نسبة 23.2% من القاطنين تحت سن الثامنة عشر، وكانت نسبة 7.7% بين الثامنة عشر والرابعة والعشرين عاماً، ونسبة 25.3% كانت واقعةً في الفئة العمرية ما بين الخامسة والعشرين والرابعة والأربعين عاماً، ونسبة 24.3% كانت ما بين الخامسة والأربعين والرابعة والستين، ونسبة 18.5% كانت ضمن فئة الخامسة والستين عاماً فما فوق. يوجد لكل 100 أنثى 79.8 ذكر، ويوجد لكل 100 أنثى في الثامنة عشر من عمرها فما فوق 70.8 ذكر.
بلغ متوسط دخل الأسرة في البلدة 25,833 دولارًا، أما متوسط دخل العائلة فبلغ 36,806 دولارًا. وكان متوسط دخل الذكور 31,488 دولارًا مقابل 20,625 دولارًا للإناث. وسجل دخل الفرد الخاص بالبلدة 16,481 دولارًا. وكانت نسبة 19.7% من العائلات ونسبة 23.7% من السكان تحت خط الفقر، وكان من هؤلاء نسبة 39% تحت سن الثامنة عشر ونسبة 22.2% في الخامسة والستين من العمر وما فوق.

### تعداد عام 2010
بلغ عدد سكان تشيسترفيلد 1,472 نسمة بحسب تعداد عام 2010، وبلغ عدد الأسر 578 أسرة وعدد العائلات 359 عائلة مقيمة في البلدة. في حين سجلت الكثافة السكانية 139.9 نسمة لكل كيلومتر مربع (362.3/ميل2). وبلغ عدد الوحدات السكنية 687 وحدة بمتوسط كثافة قدره 65.3 لكل كيلومتر مربع (169.1/ميل2).
وتوزع التركيب العرقي للبلدة بنسبة 59.44% من البيض و38.11% من الأمريكيين الأفارقة و0.20% من الأمريكيين الأصليين و0.61% من الأمريكيين ذوي الأصول الآسيوية و0.95% من الأعراق الأخرى و0.68% من عرقين مختلطين أو أكثر و1.56% من الهسبانيون أو اللاتينيون من أي عرق.
بلغ عدد الأسر 578 أسرة كانت نسبة 31.5% منها لديها أطفال تحت سن الثامنة عشر تعيش معهم، وبلغت نسبة الأزواج القاطنين مع بعضهم البعض 36.2% من أصل المجموع الكلي للأسر، ونسبة 21.8% من الأسر كان لديها معيلات من الإناث دون وجود شريك،  بينما كانت نسبة 4.2% من الأسر لديها معيلون من الذكور دون وجود شريكة وكانت نسبة 37.9% من غير العائلات. تألفت نسبة 33.4% من أصل جميع الأسر من عدة أفراد يعيشون في نفس المنزل ونسبة 16.3% كانت تتألف من شخص يعيش بمفرده يبلغ من العمر 65 عاماً أو أكثر. وبلغ متوسط حجم الأسرة المعيشية 2.32، أما متوسط حجم العائلات فبلغ 2.95.
بلغ العمر الوسطي للسكان 37.6 عاماً. وكانت نسبة 23.3% من القاطنين تحت سن الثامنة عشر، وكانت نسبة 8.8% بين الثامنة عشر والرابعة والعشرين عاماً، ونسبة 27.7% كانت واقعةً في الفئة العمرية ما بين الخامسة والعشرين والرابعة والأربعين عاماً، ونسبة 25.2% كانت ما بين الخامسة والأربعين والرابعة والستين، ونسبة 14.9% كانت ضمن فئة الخامسة والستين عاماً فما فوق. وتوزع التركيب الجنسي للسكان بنسبة 49.5% ذكور و50.5% إناث.